# Ali Abo Greisha
Ali Abo Greisha (àrab: علي أبو جريشة)  (Ismaïlia, 29 de novembre de 1947) fou un futbolista egipci de la dècada de 1970.
Fou internacional amb la selecció d'Egipte.
Pel que fa a clubs, destacà a Ismaily.